# Vilhjálmur Einarsson

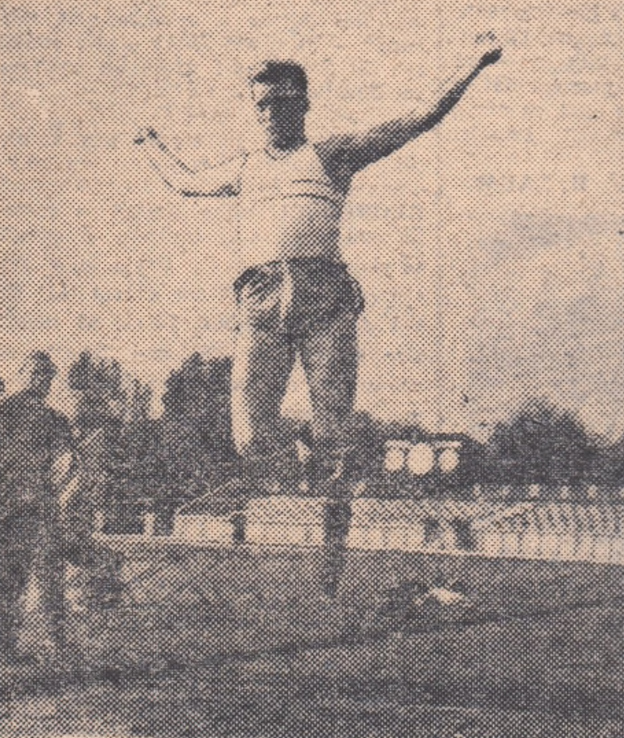
Vilhjálmur Einarsson, 1957

Vilhjálmur Einarsson (* 4. Juni 1934 in Hafranes im Reyðarfjörður; † 28. Dezember 2019 im Landspítali in Reykjavík) war ein Lehrer,  Leichtathlet und 1956 erster isländischer Gewinner einer olympischen Medaille.
Vilhjálmur war der Sohn von Einar Stefánsson und Sigríður Vilhjálmsdóttir und wuchs in dem kleinen Fischerdorf Reyðarfjörður im Osten Islands auf. Über seine frühen Jahre ist weiter nichts bekannt.
Zu internationaler Bekanntheit kam er bei den XVI. Olympischen Sommerspielen 1956 in Melbourne, als er im Dreisprung mit 16,26 Meter die Silbermedaille gewann, hinter dem Brasilianer Adhemar Ferreira da Silva (Gold) und vor dem für die Sowjetunion antretenden Witold Kreyer (Bronze). Bei den Europameisterschaften 1958 gewann Vilhjálmur mit 16,00 Meter die Bronzemedaille.
Seine persönliche Bestleistung stellte er 1960 in Laugardalsvöllur mit 16,70 Meter auf.
Nach seiner sportlichen Karriere wurde er Direktor an drei Schulen: der Héraðsskóli in Laugarvatn, der Reykholtsskóli in Reykholt, und der Menntaskóli in Egilsstaðir, an der er bis zu seinem Tod im Jahr 2019 als Teilzeit-Lehrer im Fach Mathematik arbeitete. Vilhjálmur ist in Island auch als Landschaftsmaler bekannt.
Bis zum Einzug der isländischen Handballnationalmannschaft in das olympische Finale 2008 war Vilhjálmur Einarssons Silbermedaille der größte Erfolg in der isländischen Sportgeschichte.